# Tiếng Comoros
Tiếng Comoros (Shikomori hoặc Shimasiwa, "tiếng (của) đảo") là tên được đặt cho 4 phương ngữ/ngôn ngữ thuộc Ngữ hệ Nam Đảo được nói ở Quần đảo Comoro, một quần đảo ở tây nam Ấn Độ Dương, nằm giữa Mozambique và Madagascar. Nó là một trong những ngôn ngữ chính thức của Comoros được quy định trong hiến pháp. Shimaore, một trong số các ngôn ngữ này, được nói trên hòn đảo tranh chấp Mayotte, một tỉnh của Pháp nhưng Comoros tuyên bố chủ quyền. Giống như tiếng Swahili, các ngôn ngữ Comoros thuộc nhóm ngôn ngữ Sabaki, một phần của nhóm ngôn ngữ Bantu.

## Phân loại:
Có 4 ngôn ngữ liên quan nhau: Shindzuani, Shimaore, Shimwali và Shingazija, mỗi ngôn ngữ lần lượt được nói tại một trong bốn hòn đảo lớn (và các đảo nhỏ lân cận) sau: Anjouan, Mayotte, Mohéli và Grand Comore, tương ứng.
Bên cạnh nhiều từ vựng vay mượn từ tiếng Ả Rập, tiếng Swahili láng giềng; từ thế kỷ thứ 16, các phương ngữ Comoros còn chịu ảnh hưởng của tiếng Bồ Đào Nha, cũng như tiếng Anh với mức độ thấp hơn. Kể từ thế kỷ 19, tiếng Pháp đã có những ảnh hưởng lớn đến ngôn ngữ ngày.
Ngôn ngữ này từng được viết bằng chữ Ajami. Chính quyền thực dân Pháp đã đem tới đây chữ Latinh, trong đó một phiên bản sửa đổi được ra nghị định chính thức vào năm 2009. Nhiều người Comoros hiện sử dụng chữ Latinh khi viết ngôn ngữ Comoros, mặc dù chữ Ajami vẫn được sử dụng rộng rãi, đặc biệt là phụ nữ.
Nó là ngôn ngữ dùng để viết quốc ca, Umodja wa Masiwa.